# Argentit

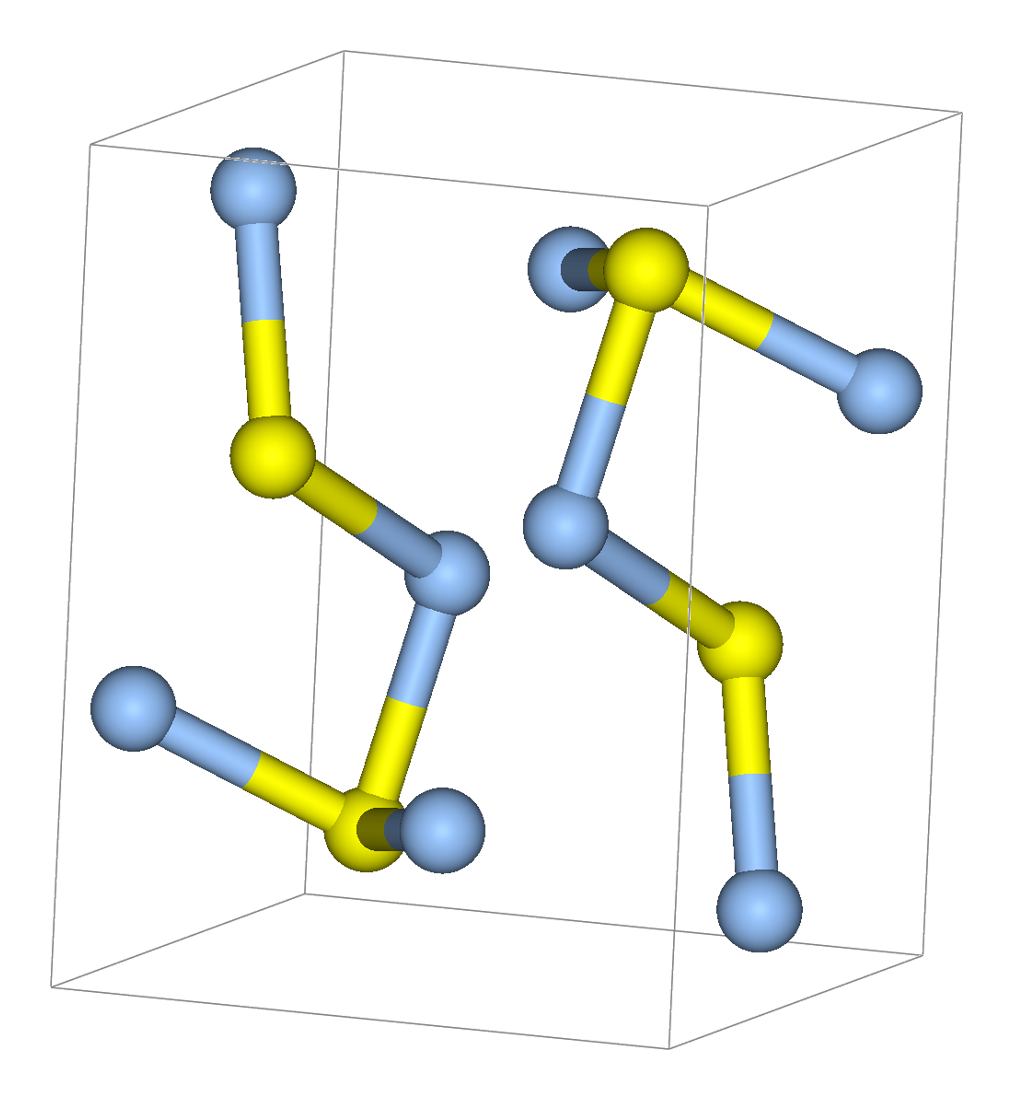
Cristal de argentit

Argentitul este un mineral metalic cu formula chimică Ag2S. Este tratat ca un mineral ce aparține grupului galenei. 

## Caracteristici fizico-chimice
Din cauza instabilității la temperatura camerei, Comisia International Mineralogy Asociation a decis să-l respingă de pe lista mineralelor.

## Origini și răspândire
- Sardinia